# Czerwionka-Leszczyny (gmina)
Czerwionka-Leszczyny – gmina miejsko-wiejska w Polsce położona w subregionie zachodnim województwa śląskiego, w powiecie rybnickim. W skład gminy wchodzi miasto Czerwionka-Leszczyny oraz sześć sołectw: Bełk, Książenice, Palowice, Przegędza, Stanowice i Szczejkowice. Miejscowość bez statusu sołectwa: Jesionka. Historycznie miasto położone jest na Górnym Śląsku. 

## Geografia
Czerwionka-Leszczyny położona jest na Płaskowyżu Rybnickim, jedynie góra Ramża (w dialekcie śląskim nazywana Ramżulą), o wysokości 325 metrów n.p.m. na granicy Czerwionki i Bełku wyznacza początek Wyżyny Śląskiej. Pod względem hydrologicznym w całości położona jest w dorzeczu Odry, a największą rzeką przepływającą przez gminę jest Bierawka, prawy jej dopływ. W sołectwie Palowice leży tzw. Pojezierze Palowickie, zespół kilku stawów w lesie pomiędzy Palowicami a Żorami. Rzeźba Czerwionki-Leszczyn jest bardzo urozmaicona, na co niemały wpływ miała także eksploatacja górnicza. Dużą część gminy (bo aż 41%) zajmują lasy, są one fragmentami dawnej Puszczy Śląskiej oraz Lasu Ochronnego GOP.
Czerwionka-Leszczyny jako jednostka administracyjna graniczy z miastami Rybnik, Żory, Knurów oraz Orzesze oraz gminami wiejskimi Gierałtowice, Ornontowice i Pilchowice. Od pozostałych gmin powiatu rybnickiego Czerwionkę-Leszczyny oddziela miasto na prawach powiatu Rybnik.
Miasto i gmina leżą na styku aglomeracji rybnickiej oraz aglomeracji górnośląskiej. Do Gliwic jest z Czerwionki-Leszczyn około 15 km, do Rybnika – 12 km. W zależności od wybranej trasy (autostradą A1 bądź drogą wojewódzką 924) trasa do Żor liczy 8–10 km.

## Historia

### Lata 1922–1939
Po odzyskaniu niepodległości, obszar współczesnej gminy Czerwionka-Leszczyny (i historycznie z nią związanych terenów) należał do powiatu rybnickiego w woj. śląskim i wchodził w skład 12 gmin jednostkowych (gm) i 10 obszarów dworskich (od):
Bełk (gm + od), Chudów (od), Czerwionka (gm + od), Czuchów (gm + od), Dębieńsko Stare (gm + od), Dębieńsko Wielkie (gm + od), Kamień pod Rzędówką (gm + od), Książenice (gm), Leszczyny (gm + od), Palowice (gm + od), Przegędza (gm), Stanowice (gm + od) i Szczejkowice (gm).
1 kwietnia 1924 do gminy Bełk wcielono obszar dworski Chudów.
1 sierpnia 1924 zniesiono pozostałe obszary dworskie, łącząc je z jednoimiennymi gminami jednostkowymi.

### Lata 1945–1954
Po wojnie zniesiono gminy jednostkowe w woj. śląskim (śląsko-dąbrowskim). Na omawianym obszarze w grudniu 1945 powstały 4 gminy w powiecie rybnickim.
6 lipca 1950 zmieniono nazwę woj. śląskiego na katowickie, a 9 marca 1953 kolejno na woj. stalinogrodzkie.
Wszystkie 4 gminy zostały zniesione 29 września 1954 wraz z reformą wprowadzającą gromady w miejsce gmin.
Gmina Bełk (1945–1954)
Gmina zbiorowa Bełk z siedzibą władz w Bełku składała się (według stanu z 1 stycznia 1946) z 4 gromad: Bełk, Palowice, Stanowice i Szczejkowice. Według stanu z 1 lipca 1952 gmina składała się w dalszym ciągu z 4 gromad (bez zmian).
Gmina Czerwionka (1945–1954)
Gmina zbiorowa Czerwionka z siedzibą władz w Czerwionce (obecnie dzielnica Czerwionki-Leszczyn) składała się (według stanu z 1 stycznia 1946) składała się z 2 gromad: Czerwionka i Czuchów. Według stanu z 1 lipca 1952 gmina składała się już tylko z samej Czerwionki i nie była podzielona na gromady.
Gmina Dębieńsko (1945–1954)
Gmina zbiorowa Dębieńsko z siedzibą władz w Dębieńsku składała się (według stanu z 1 stycznia 1946) składała się z 2 gromad: Dębieńsko Stare i Dębieńsko Wielkie. Według stanu z 1 lipca 1952 gmina składała się już tylko z samego Dębieńska (po komasacji Dębieńska Starego i Wielkiego) i przez to nie była podzielona na gromady.
Gmina Leszczyny (1945–1954)
Gmina zbiorowa Leszczyny składała się (według stanu z 1 stycznia 1946) z 4 gromad: Leszczyny, Kamień pod Rzędówką, Książenice i Przegędza. Nazwa gminy pochodziła od wsi Leszczyny (obecnie dzielnica Czerwionki-Leszczyn), lecz siedzibą władz gminy był Kamień pod Rzędówką. Według stanu z 1 lipca 1952 gmina składała się w dalszym ciągu z 4 gromad (bez zmian).

### Lata 1954–1972
Gromady zostały wprowadzone 29 września 1954 roku, gdy w miejsce 3001 gmin w Polsce utworzono 8789 gromad, jako mniejszych jednostek administracyjnych obejmujących kilka wsi. Zmiany podstawowych jednostek administracyjnych PRL miały głównie cele polityczne. Na omawianym obszarze powstało 8 gromad.
20 grudnia 1956 województwo stalinogrodzkie przemianowano (z powrotem) na katowickie.
Gromada Bełk (1954–1972)
Gromadę Bełk z siedzibą GRN w Bełku utworzono w powiecie rybnickim w woj. stalinogrodzkim, na mocy uchwały nr 22/54 WRN w Stalinogrodzie z dnia 5 października 1954. W skład jednostki weszły obszary dotychczasowych gromad Bełk i Stanowice ze zniesionej gminy Bełk w tymże powiecie. Dla gromady ustalono 27 członków gromadzkiej rady narodowej. Gromada przetrwała do końca 1972 roku, czyli do kolejnej reformy gminnej.
Gromada Czerwionka (1954), osiedle (1954–1962) i miasto (1962–1975) Czerwionka
Gromada Czerwionka z siedzibą GRN w Czerwionce (obecnie w granicach Czerwionki-Leszczyn) utworzono w powiecie rybnickim w woj. stalinogrodzkim, na mocy uchwały nr 22/54 WRN w Stalinogrodzie z dnia 5 października 1954. W skład jednostki wszedł obszar zniesionej gminy Czerwionka (z wyłączeniem terenów wchodzących w skład gromady Wilcza), niektóre parcele z karty 1 obrębu Leszczyny z dotychczasowej gromady Leszczyny ze zniesionej gminy Leszczyny oraz niektóre parcele z karty 4 obrębu Szczygłowice ze zniesionej gminy Dębieńsko w tymże powiecie.
13 listopada 1954 gromadę Czerwionka zniesiono w związku z nadaniem jej statusu osiedla, dla którego ustalono 27 członków osiedlowej rady narodowej. 18 lipca 1962 osiedle Czerwionka otrzymało status miasta.
Gromada Dębieńsko (1954–1972)
Gromadę Dębieńsko z siedzibą GRN w Dębieńsku (obecnie w granicach Czerwionki-Leszczyn) utworzono w powiecie rybnickim w woj. stalinogrodzkim, na mocy uchwały nr 22/54 WRN w Stalinogrodzie z dnia 5 października 1954. W skład jednostki wszedł obszar zniesionej gminy Dębieńsko w tymże powiecie. Dla gromady ustalono 27 członków gromadzkiej rady narodowej. Gromada przetrwała do końca 1972 roku, czyli do kolejnej reformy gminnej.
Gromada Kamień pod Rzędówką (1954–1972)
Gromadę Kamień pod Rzędówką z siedzibą GRN w Kamieniu pod Rzędówką (obecnie w granicach Rybnika) utworzono w powiecie rybnickim w woj. stalinogrodzkim, na mocy uchwały nr 22/54 WRN w Stalinogrodzie z dnia 5 października 1954. W skład jednostki weszły obszary dotychczasowych gromad Kamień pod Rzędówką i Książenice, ponadto część obszaru kolonii Rzędówka (wraz z dworcem kolejowym, położona na zachód od granicy toru kolejowego Rybnik-Stalinogród) z dotychczasowej gromady Leszczyny oraz niektóre parcele z karty 7 obrębu Nadleśnictwo Rybnik z dotychczasowej gromady Przegędza – wszystkie ze zniesionej gminy Leszczyny w tymże powiecie. Dla gromady ustalono 27 członków gromadzkiej rady narodowej. Gromada przetrwała do końca 1972 roku, czyli do kolejnej reformy gminnej.
Gromada Leszczyny (1954–1955), osiedle (1956–1962) i miasto (od 1962) Leszczyny
Gromadę Leszczyny z siedzibą GRN w Leszczynach (obecnie w granicach Czerwionki-Leszczyn) utworzono w powiecie rybnickim w woj. stalinogrodzkim, na mocy uchwały nr 22/54 WRN w Stalinogrodzie z dnia 5 października 1954. W skład jednostki wszedł obszar dotychczasowej gromady Leszczyny (z wyłączeniem terenów wchodzących w skład gromad Czerwionka i Kamień pod Rzędówką) oraz część obszaru dotychczasowej gromady Kamień pod Rzędówką o powierzchni 9,19 ha (położona na wschód od toru kolejowego Rybnik-Stalinogród) ze zniesionej gminy Leszczyny w tymże powiecie. Dla gromady ustalono 27 członków gromadzkiej rady narodowej. 1 stycznia 1956 gromadę Leszczyny zniesiono w związku z nadaniem jej statusu osiedla
18 lipca 1962 osiedle Leszczyny otrzymało prawa miejskie. 27 maja 1975 do Leszczyn włączono miasto Czerwionka. 1 stycznia 1992 Leszczyny przemianowano na Czerwionka-Leszczyny).
Gromada Palowice (1954–1972)
Gromadę Palowice z siedzibą GRN w Palowicach utworzono w powiecie rybnickim w woj. stalinogrodzkim, na mocy uchwały nr 22/54 WRN w Stalinogrodzie z dnia 5 października 1954. W skład jednostki weszły obszary dotychczasowych gromad Palowice i Szczejkowice ze zniesionej gminy Bełk w tymże powiecie. Dla gromady ustalono 18 członków gromadzkiej rady narodowej. 20 grudnia 1956 województwo stalinogrodzkie przemianowano (z powrotem) na katowickie. Gromada przetrwała do końca 1972 roku, czyli do kolejnej reformy gminnej.
Gromada Przegędza (1954–1961)
Gromadę Przegędza z siedzibą GRN w Przegędzy utworzono w powiecie rybnickim w woj. stalinogrodzkim, na mocy uchwały nr 22/54 WRN w Stalinogrodzie z dnia 5 października 1954. W skład jednostki wszedł obszar dotychczasowej gromady Przegędza (z wyłączeniem terenów wchodzących w skład gromady Kamień pod Rzędówką) ze zniesionej gminy Leszczyny w tymże powiecie. Dla gromady ustalono 12 członków gromadzkiej rady narodowej. 31 grudnia 1961 gromadę Przegędza zniesiono, a jej obszar włączono do osiedla Leszczyny w tymże powiecie.
Gromada Wilcza (1954–1972)
Gromadę Wilcza z siedzibą GRN w Wilczy utworzono w powiecie rybnickim w woj. stalinogrodzkim, na mocy uchwały nr 22/54 WRN w Stalinogrodzie z dnia 5 października 1954. W skład jednostki wszedł obszar zniesionej gminy Wilcza oraz niektóre parcele z karty 2 obrębu Czuchów o łącznej powierzchni 78,4708 ha ze zniesionej gminy Czerwionka w tymże powiecie. Dla gromady ustalono 17 członków gromadzkiej rady narodowej. 31 grudnia 1964 z gromady Wilcza wyłączono część obszaru wsi Wilcza, włączając ją do miasta Knurowa w tymże powiecie. Gromada przetrwała do końca 1972 roku, czyli do kolejnej reformy gminnej.

### Lata 1973–1991
W związku z kolejną reformą administracyjną 1 stycznia 1973 zlikwidowano gromady (i osiedla) zastępując je ponownie gminami – obok miast. Obszar powiatu rybnickiego podzielono na 18 jednostek: 7 miast i 11 gmin wiejskich. Omawiany obszar składał się początkowo z 2 miast i 3 gmin, a następnie z jednego miasta i jednej gminy.
1 czerwca 1975 wdrożono też kolejną reformę administracyjną, wraz z którą porzucono trójstopniowy podział administracyjny kraju (województwo – powiat – gmina) i zastąpiono go nowym, dwustopniowym podziałem (województwo – gmina), obowiązującym do 31 grudnia 1998 Omawiany obszar wszedł w skład nowo utworzonego województwa katowickiego.
miasta Czerwionka i Leszczyny
27 maja 1975 do miasta Leszczyny (10791 mieszk. na obszarze 9,83 km² w 1974) włączono miasto Czerwionka (11158 mieszk. na obszarze 13,07 km² w 1974), zachowując tym samym nazwę i ciągłość prawną miasta Leszczyny, a równocześnie likwidując miasto Czerwionka. 1 stycznia 1992 r. nazwę miasta Leszczyny zmieniono na Czerwionka-Leszczyny. Z formalnoprawnego punktu widzenia Czerwionka-Leszczyny nie jest więc miastem powstałym przez połączenie miast Czerwionki i Leszczyn, lecz kontynuacją miasta Leszczyny (do którego włączono większą i ludniejszą Czerwionkę).
1 stycznia 1973 z Leszczyn wyłączono Przegędzę, która weszła w skład nowo utworzonej gminy Bełk.
1 lutego 1977 do Leszczyn przyłączono Dębieńsko ze zniesionej gminy Ornontowice.
Gmina Bełk (1973–1977)
1 stycznia 1973 reaktywowano zniesioną w 1954 roku gminę Bełk. W skład gminy Bełk weszły 4 sołectwa (Bełk, Palowice, Stanowice i Szczejkowice) oraz obręb Przegędza (ten ostatni wyłączony z miasta Leszczyny). 1 czerwca 1975 gmina weszła w skład nowo utworzonego (mniejszego) woj. katowickiego. 1 lutego 1977 siedziba gminy została przeniesiona do Leszczyn z jednoczesną zmianą nazwy jednostki na gminę Leszczyny.
Gmina Ochojec (1973–1977)
Gminę Ochojec z siedzibą władz w Golejowie (nie w Ochojcu) utworzono 1 stycznia 1973. W skład gminy Ochojec weszło 6 sołectw: Golejów, Grabownia, Kamień pod Rzędówką, Książenice, Ochojec i Wilcza. 1 czerwca 1975 gmina weszła w skład nowo utworzonego (mniejszego) woj. katowickiego. 1 lutego 1977 gmina została zniesiona. Z części jej obszaru (sołectwa Ochojec i Wilcza) oraz ze znoszonej gminy Żernica utworzono nową gminę Pilchowice, natomiast sołectwo Książenice przyłączono do gminy Leszczyny. Pozostałe sołectwa – Golejów, Grabownia i Kamień pod Rzędówką – przyłączono do Rybnika.
Gmina Ornontowice (1973–1977, od 1991)
Gminę Ornontowice z siedzibą władz w Ornontowicach utworzono 1 stycznia 1973. W skład gminy Ornontowice weszły 3 sołectwa: Bujaków, Dębieńsko i Ornontowice. 1 lutego 1977 gmina została zniesiona. Z części jej obszaru (sołectwa Bujaków i Ornontowice) oraz ze znoszonej gminy Przyszowice utworzono nową gminę Gierałtowice, natomiast sołectwo Dębieńsko przyłączono do Leszczyn.
Gminę Ornontowice, składającą się już z samych Ornontowic (wyłączonych z gminy Gierałtowice), reaktywowano 2 kwietnia 1991, natomiast Bujaków wyłączono z gminy Gierałtowice 30 grudnia 1994 i włączono nie do gminy Ornontowice lecz do Mikołowa.
Gmina Leszczyny (1977–1991)
Gmina Leszczyny powstała 1 lutego 1977 roku w związku z przeniesieniem siedziby gminy z Bełku do miasta Leszczyny i przemianowaniem wiejskiej gminy Bełk na Leszczyny, do której dołączono także część zniesionej gminy Ochojec (sołectwo Książenice). Miasto Leszczyny nie wchodziło w skład gminy, jednak obie jednostki posiadały wspólne rady narodowe. Do 1 stycznia 1992 wiejska gmina Leszczyny stanowiła odrębną jednostkę administracyjną od miasta (gminy miejskiej) Leszczyny (mimo posiadania wspólnych rad narodowych od 1977).

### Po 1992
Czerwionka-Leszczyny w gminie Czerwionka-Leszczyny
1 stycznia 1992 gminę Leszczyny i miasto Leszczyny połączono, tworząc jedną miejsko-wiejską gminę o nazwie Czerwionka-Leszczyny. Zmiana nazw obu jednostek (miejskiej i wiejskiej) z Leszczyny na Czerwionka-Leszczyny (§3) nastąpiła więc tego samego dnia (1 stycznia 1992) co ich połączenie w jedną jednostkę Czerwionka-Leszczyny (§2). Zmiana nazwy była uwypukleniem dwoistego charakteru tego miasta a posteriori.
1 stycznia 1999, w związku z kolejną reformą administracyjną kraju, gmina Czerwionka-Leszczyny powróciła do powiatu rybnickiego w województwie śląskim.

## Demografia
Czerwionka-Leszczyny charakteryzuje się ustabilizowaną liczbą ludności. Największą liczbę ludności gmina odnotowała w 1998 roku – 42 514 osób. Według bilansu ludności, na dzień 31 grudnia 2009 liczba ludności Czerwionki-Leszczyn wynosiła 41 067 osób, z czego w wieku przedprodukcyjnym było 7684 osób (18,7% ogółu mieszkańców), w wieku produkcyjnym 26 826 osób (65,3%), a w wieku poprodukcyjnym 6557 osób (16%). W mieście mieszkało 28 199 osób (68,7% ogółu ludności), podczas gdy na terenach wiejskich 12 868 osób (31,3%).
Przyrost naturalny w gminie wyniósł w 2009 roku 93 osoby. W roku tym urodziło się 468 osób, zmarło zaś 375 osób. Zawarto 303 małżeństwa. Na 100 mężczyzn przypadały 104 kobiety. Jeśli chodzi o saldo migracji, było ono ujemne, na co złożyło się 464 zameldowania (z czego 9 z zagranicy) wobec 471 wymeldowań (z czego 28 za granicę).
W Spisie Powszechnym w 2002 roku, na 41 102 mieszkańców 34 147 osób zadeklarowało narodowość polską, 6274 śląską, 126 niemiecką, 23 narodowość inną, a 532 osoby nie zdołały określić swojej przynależności narodowej lub etnicznej. Należy zwrócić jednak uwagę na fakt zgłaszania przez różne organizacje nieprawidłowości przy spisywaniu narodowości badanych osób, przede wszystkim wpisanie narodowości śląskiej czy ukraińskiej ołówkiem bądź odmowę wpisu takiej narodowości.

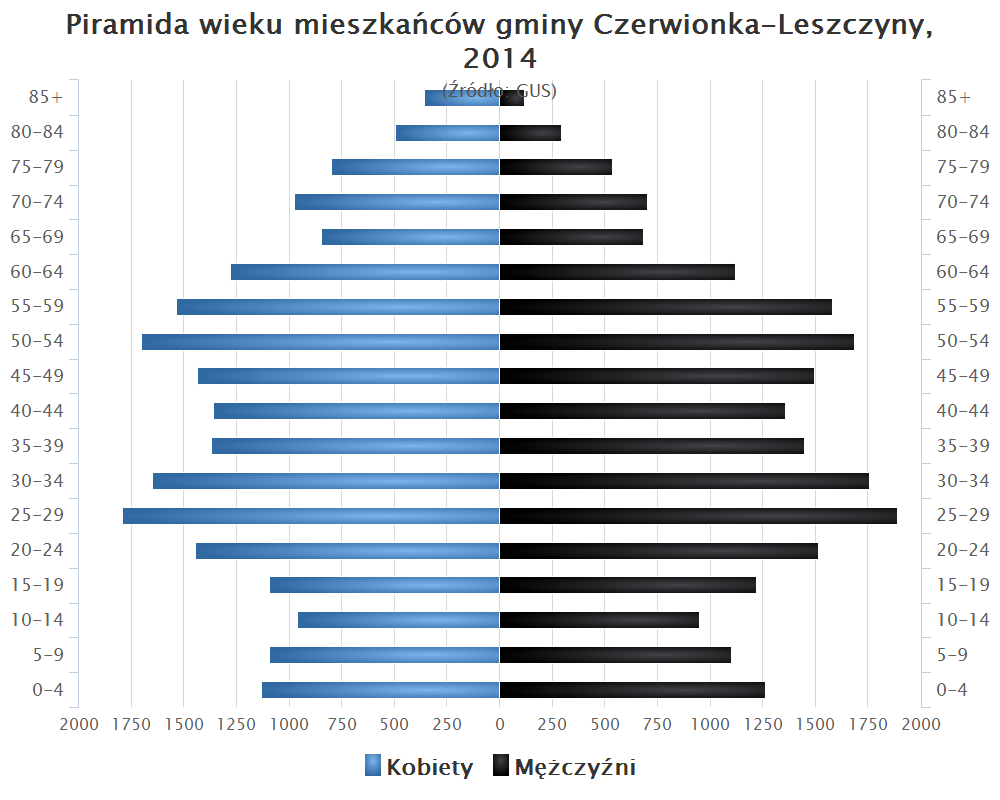
Piramida wieku mieszkańców gminy Czerwionka-Leszczyny w 2014 roku

## Budżet gminy
W 2009 roku dochody gminy wyniosły 84 222 692,16 złotych, z czego: 5 951 989,98 zł stanowiły dochody majątkowe gminy, 1 800 211,72 zł wpływy z opłaty eksploatacyjnej od przedsiębiorstw górniczych węgla kamiennego, 53 836 115,74 zł dochody własne, 20 218 231,00 zł subwencje ogólne (w tym ponad 18 mln zł subwencja oświatowa), 10 168 345,42 zł dotacje z wyższych jednostek samorządu i budżetu państwa, a 2 185 026,39 zł dotacje z Unii Europejskiej. Dochody na jednego mieszkańca wyniosły 2 046,87 zł.
Wydatki gminy w tym samym roku zamknęły się kwotą 88 347 253,37 zł, z czego: 269 665,11 zł wyniosły wydatki na rolnictwo i leśnictwo, 8 919 039,18 zł na transport i łączność, 7 793 092,38 zł na gospodarkę komunalną i ochronę środowiska, 3 075 395,45 zł wydatki na gospodarkę mieszkaniową, 34 945 025,35 zł na oświatę i wychowanie, 2 908 799,00 zł na kulturę i ochronę dziedzictwa narodowego, 599 456,24 zł na ochronę zdrowia, 12 525 542,90 zł na pomoc i politykę społeczną, 4 401 776,41 zł na sport i kulturę fizyczną, 8 310 918,37 zł kosztowała gminę administracja publiczna, 35 460,75 zł promocja turystyczna, 1 321 447,42 zł wydano na bezpieczeństwo publiczne. Wydatki na jednego mieszkańca wyniosły 2 147,11 zł.
Różnica w dochodach i wydatkach została sfinansowana kredytem bankowym.

## Gospodarka
W Czerwionce-Leszczynach zarejestrowanych jest 2454 podmiotów gospodarki narodowej, z czego aż 2359 podmiotów należy do sektora prywatnego. 1974 osób fizycznych prowadzi działalność gospodarczą, jest także 7 spółek handlowych z udziałem kapitału zagranicznego. W rejestrze REGON zarejestrowano aż 45 stowarzyszeń i organizacji społecznych, co świadczy o wysokim wskaźniku aktywności obywatelskiej mieszkańców Czerwionki-Leszczyn. W 2009 roku zarejestrowano 269 nowych podmiotów gospodarczych, a wyrejestrowano 231 podmiotów. Na 10 000 ludności przypada 598 podmiotów gospodarczych, co jest wskaźnikiem dość niskim (średnia dla województwa śląskiego i Polski to ponad 1000 podmiotów).
W 2009 roku w Czerwionce-Leszczynach pracowało 4291 osób, a bezrobotnych było 1065 osób. Do liczby pracujących należy jednak doliczyć osoby wyjeżdżające do pracy w innych gminach oraz osoby zatrudnione w podmiotach gospodarczych zatrudniających do 9 pracowników, które nie są włączane do statystyki pracujących.
Największym zakładem pracy w Czerwionce-Leszczynach, wokół którego powstała zarówno Czerwionka jak i Leszczyny była Kopalnia Węgla Kamiennego „Dębieńsko”, zamknięta w 2000 roku. Dzisiaj nieczynną kopalnię pragnie reaktywować spółka Karbonia należąca do czeskiego koncernu węglowo-energetycznego NWR. Obecnie ważnymi zakładami przemysłowymi są przede wszystkim: Fabryka Morando Polska, Koksownia „Dębieńsko”, Zakład Odsalania Wód Dołowych, Polho Sp. z. o.o., Multipak spółka jawna. Ważnymi pracodawcami są także Urząd Miasta oraz Zespół Szkół Średnich w Czerwionce. Strefa przemysłowa w Leszczynach jest częścią podstrefy Jastrzębsko-Żorskiej Katowickiej Specjalnej Strefy Ekonomicznej.

## Edukacja
Na terenie gminy w 123 klasach uczy się 2405 uczniów uczęszczających do dwunastu publicznych szkół podstawowych. Wszystkie dzieci w szkołach podstawowych uczą się języka angielskiego, dodatkowo 52 uczniów w szkołach podstawowych uczy się języka niemieckiego. W ośmiu publicznych gimnazjach na terenie gminy uczy się 1350 uczniów, zgrupowanych w 59 oddziałach. Jeden komputer z dostępem do internetu przypada na 12,48 uczniów w szkołach podstawowych oraz na 12,05 w gimnazjach.
Jeśli chodzi o szkolnictwo ponadgimnazjalne, w zasadniczej szkole zawodowej naukę pobiera 138 uczniów w 9 oddziałach. Do technikum uczęszcza 306 uczniów zgrupowanych w 15 oddziałach. Liceum ogólnokształcące wybrało 248 uczniów, co przekłada się na 11 klas o różnych profilach.
Do szkół podstawowych na terenie gminy uczęszczało 17 dzieci niezamieszkujących gminę Czerwionka-Leszczyny, z kolei gimnazjum poza gminą wybrało 60 zamieszkujących ją dzieci.

## Zobacz na mapie
Oficjalny System Informacji Przestrzennej Gminy Czerwionka-Leszczyny